# Pulp Fiction
Pulp Fiction er en amerikansk film fra 1994 instrueret af Quentin Tarantino. Pulp Fiction blev en enorm publikumssucces, måske fordi den på mange måder var en banebrydende film på grund af sin blanding af rå vold og hurtig, humoristisk og til tider absurd dialog samt mængder af referencer til popkultur.
Historien i Pulp Fiction blander flere forskellige handlingsforløb og er bemærkelsesværdig ved, at handlingsforløbet ikke er kronologisk fremadskridende men flere gange springer i tid.
Pulp Fiction blev et stort comeback til John Travolta, der blev nomineret til en Oscar for bedste mandlige hovedrolle, mens to af filmens medvirkende, Samuel L. Jackson og Uma Thurman, blev nomineret til hhv. bedste mandlige og kvindelige birolle. I alt blev Pulp Fiction nomineret til syv Oscars i 1994. Quentin Tarantino og Roger Avary fik prisen for bedste originalmanuskript. Ved Filmfestivalen i Cannes vandt filmen Den Gyldne Palme.

## Oversigt
Der er tre adskilte, men dog sammenhængende hovedforløb i Pulp Fiction. I det første har lejemorderen Vincent Vega, (John Travolta) hovedrollen. I nr. to indtager bokseren Butch Coolidge,  (Bruce Willis), scenen, og i det tredje plot, er det Vegas makker, Jules Winnfield, (Samuel L. Jackson), der har hovedrollen.
Hvert plot består af forskellige hændelsesforløb, men hænger sammen og krydser hinanden på forskellig vis. Filmen starter med et par, "Pumpkin" og "Honey Bunny", der begår et røveri i en diner, hvorefter den går over i historierne om Vincent, Butch og Jules samt en række vigtige bipersoner, bl.a. gangsteren Marsellus Wallace (Ving Rhames), dennes kone Mia Wallace (Uma Thurman) og Winston Wolf (Harvey Keitel), som løser problemer for underverdenen. Filmen slutter, hvor den begyndte, dvs. i dineren, hvor Vincent og Jules er smuttet ind for at få en bid brød og bliver involveret i røveriet. Der er i alt syv sekvenser, hvoraf de tre hovedforløb introduceres med mellemtitler på sort skærm:
1. Prolog—Dineren (i)
2. Forspil til "Vincent Vega and Marsellus Wallace's Wife"
3. "Vincent Vega and Marsellus Wallace's Wife"
4. Forspil til "The Gold Watch" (a—flashback, b-nutid)
5. "The Gold Watch"
6. "The Bonnie Situation"
7. Epilog—Dineren (ii)

Hvis historierne blev fortalt kronologisk, ville rækkefølgen være: 4a, 2, 6, 1, 7, 3, 4b, 5. Sekvenserne 2 og 6 overlapper delvist hinanden og fortæller historien fra forskellige synsvinkler. Det samme gælder sekvenserne 1 og 7. Det sidste gør, at filmen nærmest slutter en cirkel, idet epilogen i dineren overlapper og afslutter den afbrudte historie i prologen.

## Medvirkende
- Bruce Willis som Butch Coolidge
- John Travolta som Vincent Vega
- Samuel L. Jackson som Jules Winnfield
- Uma Thurman som Mia Wallace
- Quentin Tarantino som Jimmie Dimmick
- Ving Rhames som Marsellus Wallace
- Harvey Keitel som Winston Wolf
- Christopher Walken som Captain Coons
- Tim Roth som Pumpkin
- Amanda Plummer som Honey-Bunny
- Eric Stoltz som Lance
- Peter Greene som Zed
- Rosanna Arquette som Jody
- Maria de Medeiros som Fabienne

## Priser
- Den Gyldne Palme ved Filmfestivalen i Cannes.
- Bedste orignalmanuskript ved Oscaruddelingen.
- Bedste manuskript ved Golden Globes